# Затерянные в Африке
«Затерянные в Африке» (англ. Lost In Africa) — кинофильм. Фильм совместного производства США и Великобритании, снят в 1994 году при участии Кении. В фильме можно видеть многих африканских животных — слонов, львов, крокодилов, удавов и других.
Премьера фильма состоялась во Франции 3 августа 1994 года. Фильм имеет и другие названия — «Потерянные в Африке» и «Пленники саванны».

## Сюжет
Главные герои фильма — американец Майкл и британка Элизабет, путешествующие по Африке в группе американских и британских туристов. Иностранцы в чужой стране, они попадают в плен к одному из африканских племён, которые требуют у правительства обменять их на арестованных за убийство слонов, браконьеров. В плен попадают все мужчины из группы и Элизабет, которая пришлась по нраву сыну вождя племени аборигенов. Ночью один из пленников по имени Чарльз убивает охранника и, захватив его пистолет, организует побег из деревни. В результате из плена удалось убежать только Майклу, Чарльзу и Элизабет. Но в результате побега совершенно случайно Майкл убивает вождя. Теперь их преследует его сын, жаждущий им отомстить. Майкла мучит мысль о том, что он убил человека, но Чарльз пытается переубедить его, так как всё произошло случайно и аборигены сами всё это начали и ранее убили шофёра автомобиля из их группы по имени Деннети. Неожиданно из под скалы появляется змея и вцепляется Майклу в ногу. В панике Майкл расстрелял весь барабан револьвера. К счастью, змея оказалась не ядовита. Потеряв много времени туристы отправились дальше в поисках воды и пищи. По дороге герои встречают льва, который убивает Чарльза. Осознавая, что Чарльзу ничем не помочь Майкл и Элизабет в ужасе убегают. Чарльз погибает мучительной смертью. Оставшись вдвоём Майкл и Элизабет пытаются вырваться из чуждого для них мира дикой саванны и вернуться в родной для них мир цивилизации. Они идут дальше через пустыню, кишащую змеями и скорпионами. Неожиданно посреди пустыни они встречают огромного слона. Осознавая, что слон — маяк в пустыне они следуют за ним в надежде найти водоём. И тут слон приводит их к островку деревьев посреди пустыни. Подойдя ближе к деревьям слон выкапывает яму с водой на дне. Майкл и Элизабет вне себя от радости, но странное поведение слона их пугает. К вечеру они находят кузов самолёта и останки пилота, который упал сюда много лет назад. Майкл решает сконструировать из самолёта виндсёрфер. А тем временем Рабар — сын убитого вождя прошёл весь путь по их следам, через скалы, пустыню и львиное логово. Он уже у цели, но сильный ветер увеличил скорость виндсёрфера и герои сумели оторваться от Рабара. Но путешествие оказалась не долгим. Через несколько часов слон приведший ранее их к воде сбил странную конструкцию ударом своего корпуса. Но Майклу и Элизабет удалось найти реку где они и заночевали. К утру они столкнулись с браконьерами и с сыном вождя. Они решают, что лучше держаться ближе к слону, чтобы от них спрятаться. Последующие дни увенчались успехом в охоте на страуса. Но дым от костра вновь навёл Рабара на их след и к утру он застал героев вдвоём у реки. Ему удалось ранить Майкла. Майкл прыгает в реку с сильным течением. Рабар топит его, но тут же сам становится жертвой крокодила, схватившего его за ногу, Майкл пытался помочь ему, но силы оказались неравными. Теперь Майкла стала мучить ещё одна мысль о том, что он не спас Рабара от смерти. Элизабет, которая уже питает к нему любовные чувства, утешает его и говорит, что он должен смириться с этим. К утру новая трагедия настигла Майкла и Элизабет. Слон, который спас их от жажды, погиб от пули браконьеров, подстреливших его с самолёта. Потеряв ориентир, они решают идти в горы в надежде встретить там поселение. Неожиданно, они вновь встречают Рабара. Он оказался жив. Впереди его обгоняет автобус. Но Майкл решает сдаться Рабару. Рабар, поначалу настроенный враждебно, решает оставить Майкла в живых и отпускает его при условии, что он больше никогда не вернётся. Майкл и Элизабет уезжают. На прощание, Рабар кидает копье в автобус, пронзающее его заднюю облицовку, в знак того, что Майкла могла постичь такая же участь. По дороге из газеты у одного попутчика они узнают, что все пленники были освобождены правительством. «Все свободны, один лишь только остался» — сказал англоязычный пассажир, имея в виду погибшего Чарльза. Ещё один сюрприз ожидал их по дороге: слон, подстреленный браконьерами, оказался жив. Он всего лишь притворился мёртвым. Майкл и Элизабет выбрались из дикого мира природы.

## В ролях
- Эшли Хэмилтон — Майкл
- Дженнифер Мак Комб — Элизабет
- Тимоти Экройд — Чарльз
- Мохамед Нангурай — Рабар
- Хэрри Перси
- Дж. Дж. Сондерс
- Конга Мбанду
- Абе Хиро
- Абдулла Сунадо
- Маки Хосаке
- Авриль Портер
- Жанет Басс

## Дополнительная информация
- Художник: Фернандо Селис
- Монтаж: Джон Розенберг
- Исполнительный продюсер: Герцог Нортумберлендский
- Кастинг: Дайэн Кермэн

## Другие названия
- Lost In Africa
- Затерянные в Африке, Потерянные в Африке, Пленники саванны
- L' ami africain
- Perdidos en África
- Perdidos em África
- Perdidos na África
- Verschollen — Abenteuer in Afrika
- Vilse i Afrika